# اندیشه سیاسی فردوسی
اندیشهٔ سیاسیِ فردوسی موضوعِ مطالعاتِ فراوان و سرچشمهٔ تأثیراتِ کلانی بوده است. متفکّران و پژوهشگرانِ بسیاری در این باره کتاب و مقاله نوشته‌اند و سیاست‌پیشگانِ مختلفی تحتِ تأثیرِ اندیشهٔ فردوسی بوده‌اند. همچنین توده‌های مردم، عمدتاً در ایران، از اندیشهٔ سیاسی و اجتماعیِ فردوسی تأثیر پذیرفته‌اند و منشأ تأثیر شده‌اند. در کل می توان اندیشه سیاسی و اجتماعی فردوسی را ذیل آرمان گرایی ،زمانه ستیزی و دادخواهی، ستم ستیزی، مردم داری حکام و مدارا با مخالفان و مردم توسط او دانست.
که این امر متاثر فلسفه سیاسی دوران کهن بود که در قابوس نامه و دگر اندرزنامه‌های آن زمان بازتاب داشته است، همچنین رگه هایی از گرایش وی به عقلانیت و خردورزی در امور حکومتی نشان دهنده تاثیر پذیری اندرز های اندیشمندان ایران باستان دیده می شود.
در اشعار فردوسی بر خلاف تاثر از فلسفه سیاسی/اجتماعی آن دوران، ولی با دگربنیادی و منجی محوری که از مشخصات آن بود با آن مخالفت کرده و بر ارزش و اهمیت افراد در ساختن یک نظم عادلانه تاکید می کنند:
بیا تا جهان را به بد نسپریم
همه برهم دست نیکی بریم 
و همچنین با اعلام و مطرح نمودن این موضوع که فریدون فرخ با شکست ضحاک کار مهمی کرد و این کار را باید هر انسانی انجام دهد بر خودبنیادی تاکید می کنند:
فریدون فرخ فرشته نبود
زمشک و ز عنبر سرشته نبود 
به داد و دهش یافت آن نیکویی
تو داد و دهش کن فریدون تویی

## واکنش‌های سیاسی
فردوسی هوادارِ گرایشِ سیاسی و فرهنگیِ ابومنصور محمد بن عبدالرزاق بود.
داستان های شاهنامه که سرچشمه اش از خدای نامه های ساسانیست. و مضامین، اندرز ها، داستان های آن هم متعلق به دوران باستانی است وانگهی اندرزها ،مضامین ،داستان پردازی هایی از او دیده می شود، حتی نتیجه گیری های اخلاقی و فلسفی نوینی از داستان های کهن توسط او دیده می شود که .
برای نمونه کاراکتر رستم دستان در فرهنگ ایران نمونه ای ندارد تنها در یادگار زریران (متنی متعلق به اشکانیان)
از پهلوان سگاستانی (سیستانی) که به لشکر ایرانشهر می پیوندد نام برده می شود که نقش چندانی هم ندارند. ولی در شاهنامه او شخصیتی کلیدی است و القاب او مانند تاجبخش که در فرهنگ ایرانی وظیفه اسفندیار است
حتی در شاهنامه هم هفت خوان اسفندیار آمده است او در فرهنگ کهن پهلوان و شاهزاده ای پرمایه و کلیدی است ولی در شاهنامه رستم صاحب نقش و چنین وظیفه ای است، حتی داستان رستم و اسفندیار هم پرداخته ذهن فردوسی است.
برای همین باید گفت رستم نماینده اندیشه های اوست. در شاهنامه رستم دارنده ویژگی های شخصیتی است که 
آنرا در فلسفه غرب ،نیچه اخلاق بزرگان می دانستش.
یکی ویژگی های سیاسی شخصیت رستم که خودمداری اخلاقی اوست، یعنی او یعنی سرکش و عاصی است مطیع تام اوامر هیچ رهبر سیاسی یا دینی نیست و برای خود استقلال و آزادی فردی قائل است و به هیچ وجه آزادی فردی خود را فدای هیچ قانون و نظامی نمی کند.
و به خاطر ایران دوستی و میهن پرستی به شاه خدمت می کند نه چیز دیگری و برای قانون تا آنجا که فردیت و عزت نفس خود را مخدوش نکند احترام قائل است ،این نکنه در اشعار او قابل ردیابی است:
که گفتت برو دست رستم ببند 
نبندد مرا دست چرخ بلند
اگر چرخ بلند اخری برکشد
زهر اختری لشکری برکشد
به گرز گران بشکنم لشکرش
پراکنده سازم به هر کشورش

## تأثیرات
اندیشهٔ سیاسیِ فردوسی تأثیرات بزرگی در تاریخِ ایران داشته است. رضا شاه پهلوی دوستدارِ شاهنامه بود و خود را از فردوسی ملهم می‌دانست و مهدی اخوان ثالث در سبک و فکر از فردوسی پیروی می‌کرد.

## در آینهٔ آثارِ هنری
فردوسی موضوعِ آثارِ هنری فراوانی بوده است. در بعضی از این آثار وجوهِ سیاسیِ کار و زندگیِ او مجسّم شده است. از این جمله است فردوسیِ عبدالحسین سپنتا و دیباچه‌ی نوین شاهنامهٔ بهرام بیضایی که هر دو فردوسی را بی‌اعتنا به جنگ‌های قبیله‌ای و ستمدیده از توده‌ها و حاکمان و تمکین‌ناپذیر نشان می‌دهند.